# Dolichopeza (Prodolichopeza) bilan
Dolichopeza (Prodolichopeza) bilan is een tweevleugelige uit de familie langpootmuggen (Tipulidae). De soort komt voor in het Oriëntaals gebied.